# Korčula (isla)
Korčula o Curzola ([kɔ̂ːrtʃula]ⓘ) es una isla del Adriático, en el condado de Dubrovnik-Neretva en Croacia.
En español áurico es Curzola o Curçola, en eslavo antiguo se llama Krkar, en italiano Curzola, en latín Corcyra Nigra, y en griego Μέλαινα Κόρκυρα.

## Geografía
La isla tiene una superficie de 279 km² 46.8 km de longitud y una media de 7.8 km de ancho. Se encuentra a pocos kilómetros de la costa dálmata.
La isla de Korčula pertenece al archipiélago dálmata meridional, separada de la península de Pelješac (Sabionccelo) por el estrecho de Pelješac, entre 900 y 3000 metros de ancho. Es la sexta isla más grande del Adriático.
Los picos más altos son Klupca (568 m) y Kom (510 m). El clima es suave, con temperaturas medias de 9,8 °C en enero y 26,9 °C en julio. La media de precipitaciones anuales es de 1100 mm. La flora de la isla es típicamente mediterránea; en algunas zonas hay bosques de pinos.

### Resumen de características geográficas
- Situación: archipiélago de la costa dálmata meridional del mar Adriático (ciudad de Korcula), alejado de 1 270 m el continente, a 49 millas marinas al noroeste de Dubrovnik (Ragusa), en 57 millas marinas al sudeste de Split y en 250 millas de Venecia (Italia) y de Corfou (Corcyre) en Grecia.
- Tamaño: 276 km² (la sexta isla de Croacia por su superficie)
- Longitud: 47 km
- Anchura: 8 km
- Extensión del litoral: 182 km
- Islas e islotes que componen el archipiélago de Korcula: 50.
- Profundidad del mar alrededor de la isla: de 20 a 70 m
- Altitud máxima: 568 m - Pico de Klupca
- Geología del suelo: piedra calcárea, dolomítica y margosa
- Paisaje: isla montañosa salpicada por numerosos pequeños campos
- Corrientes marinas alrededor de la isla: 1 a 2 nudos; en el canal de Peljesac hasta 3 nudos
- Salinidad: 38 gramos por litro de agua de mar
- Nevadas y espesor de la nieve en un lugar: de 2 a 5 cm cada 3-5 años
- Vientos: en invierno predominan sobre todo el viento caliente y húmedo —el Jugo (siroco)— soplando del sudeste, y el viento frío y seco —el Bura— soplando del nordeste. En verano, más frecuentemente, son refrescantes mistrales que vienen del nordeste así como de los numerosos vientos térmicos.

### Población de la isla
La isla incluye también las ciudades de Vela Luka y Blato y las poblaciones de Lumbarda y Račišċe en la costa, y Žrnovo, Pupnat, Smokvica y Čara en el interior.
Sus 17 038 habitantes la convierten en la segunda isla más poblada del Adriático, después de Krk. Alrededor de un 97 % de la población son étnicamente croatas. La población isleña ha disminuido sensiblemente entre los censos de 1991 y 2001. La isla está dividida en los municipios de Korčula, Smokvica, Blato y Vela Luka. Después de la capital isleña, las otras grandes localidades son Blato (4 093 hab.), Smokvica (1 175 hab.), Cara (763 hab.), Pupnat (461 hab.), Zmovo (1 267 hab.) Estos núcleos urbanos fueron establecidos dentro de la isla para asegurar la seguridad, facilitar la defensa y permitir el desarrollo de la agricultura. Muy posterior fue la aparición de localidades costeras como Vela Luka (4 464 hab.) y Racisce (446 hab.), así como el antiguo pueblo de Lumbarda (1 102 hab.), que se desarrollaron sobre el litoral este y oeste. Más recientemente, enlazando con las grandes aldeas del centro la isla, se desarrollaron otros pueblos sobre la costa: Prigradica y Prizba que forman parte del municipio de Blato, Brna la de Smokvica, y Zavalatica la de Cara, mientras que Banja es relacionado con Zmovo.

### Lengua
El 92 % de la población actual es de origen croata y habla esta lengua. Entre ellos, los habitantes de Korcula hablan un dialecto melodioso y muy original: el croata tchakaviano meridional es mezclado con restos de lengua griega, romana y veneciana e incluye palabras provenientes del vocabulario de la navegación marítima internacional. Los Korculanos viven desde hace tiempo en armonía con la naturaleza. Contrariamente a la gente de las ciudades, los puntos cardinales " Este y Oeste " no son llamados así. Son nombrados según el movimiento del sol: sol oriens (el Levante) y el sol occidens (el poniente). Otras expresiones isleña son que denominan el mundo en "mar" y en "fin" la tierra firme). Entre ellos, se saludan con la exclamación Veselo! ("¡Sé alegre!", pero la traducción directa sería "¡alegremente!" ya que  veselo es un adverbio). La gran densidad relativa de población (62 hab. por kilómetro cuadrado) se explica por un desarrollo económico muy bueno. Los oficios tradicionales han sido preservados. El turismo ha sido desarrollado de manera satisfactoria, gracias a que a finales del siglo XX, el éxodo pudo ser parado.

### Comunicaciones

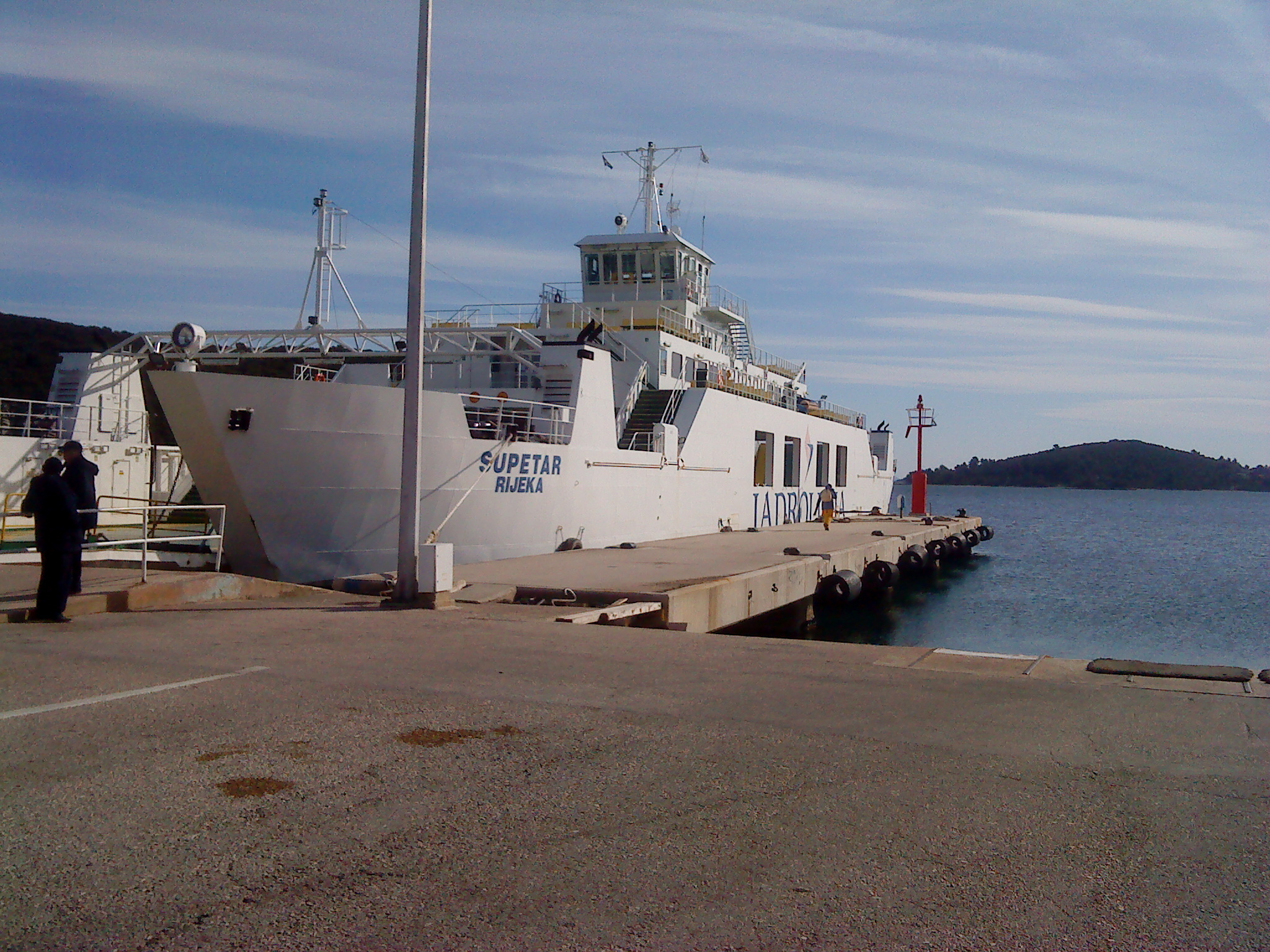
Ferry atracado en el puerto de la ciudad de Korcula

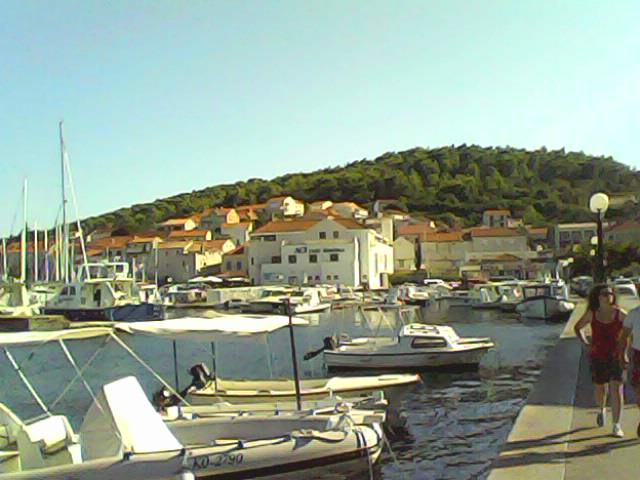
Aspecto del puerto septentrional de la ciudad de Korcula

La carretera principal recorre la isla de lado a lado conectando Lumbarda en el confín este con Vela Luka en el confín oeste, con la excepción de Račišċe, a la que llega una carretera separada que recorre la costa norte. Hay servicios de ferry que conectan la ciudad de Korčula con Orebić, en la península de Pelješac y Drvenik en tierra firme (cerca de Makarska). Otra línea conecta Vela Luka con Split y la isla de Lastovo. También hay servicios de catamaranes para pasajeros que conectan los dos puertos con Dubrovnik, Split, Zadar y Rijeka, y en verano hay ferris directos a los puertos italianos del Adriático.

## Educación
Los Korculanos pueden recibir una formación profesional en la isla. En efecto, además de una red de escuelas primarias, Korcula, Blato y Vela Luka son dotados de institutos de enseñanzas secundarias y de centros de formación profesional. No hay ningún analfabetismo en la isla y el inmensa mayoría de los habitantes comprenden y hablan varias lenguas.

## Economía
Como oficios tradicionales, encontramos la construcción naval. La construcción naval en madera gracias a los bosques de la isla, que representaba la industria más importante de la isla al período helénico, ha sido reforzada por la construcción naval en "acero" (Korcula y Blato) y en material sintético (Vela Luka). Otros pequeñas industrias también existen en la isla como una fábrica de tiza, una fábrica de confección y un taller de fábrica de equipos eléctricos.
La agricultura tiene su importancia, sobre todo el cultivo de la vid, olivas, el melocotón, y otros. Korcula es, además, una de las regiones croatas más importantes de cultivo del olivo y de la producción de aceite prensado de manera tradicional. El aceite de oliva es uno de los productos más conocidos de la isla. Desde tiempos inmemoriales, el vino siempre fue el símbolo de Korcula. Podemos hoy saborear los vinos tintos del viñedo "Plavac" y los vinos blancos "Posip" así como los famosos, "Rukatac" y "Grk". Una gran parte de las verduras y frutas comercializadas en el mercado local provienen de jardines de la isla. Generalmente crecieron sin aportación de productos perjudiciales para el entorno.
Es tradicional también la navegación. Los marineros de Korcula son reconocidos navegantes tanto bajo el pabellón croata, como bajo el de otras naciones. La talla de piedra, que todavía ocupa cerca de cincuenta isleños, y la explotación forestal son sectores que perdieron la importancia que tenían en otro tiempo.
El turismo también es un sector importante. Además de los hoteles (el más antiguo fecha de 1912) los primeros turistas gozaron de cuartos de huéspedes entre los agricultores, una forma antigua del turismo verde.

## Flora y fauna

### Flora
Korcula es la isla más arbolada de Croacia. Los bosques y el bosque ocupan el 61 % de su superficie. Sobre la superficie restante, encontramos de numerosos olivares y viñedos, así como otros cultivos. Menos de 5 % de la tierra no es explotable (gravas). La construcción naval y su dependencia al abastecimiento de madera, así como la ausencia de grandes crías del ganado salvaron los bosques de la isla. Para los propietarios de bienes inmuebles, la explotación forestal perdió, hoy, de su importancia. Centenas de kilómetros de sendas forestales, así como otras barreras naturales de protección natural contra el fuego hoy en día han desaparecido. Ahora mismo, el peligro más grande de los árboles de Korcula es el fuego. El oquedal de Korcula es formado principalmente por pinos de Alep (Pinus halepensis Mill.), de pino marítimo (Pinus maritima), de pinos negros (Pinus nigra), de pinos reales (Pinus pinea L.) y de encinas (Quercus illex L.). Encontramos además, otras especies como el olivo salvaje (Olea Oleaster Fiori), el fresno zozobra (Fraxinus Ornus L.), el enebro a espinas (Juniperus oxycedrus L.), y cerca de los pueblos y a lo largo de los caminos de numerosos ciprés (Cypressus semperviens L.).
Las grandes extensiones son recubiertas con matorrales (Makija). Además de los matorrales de encinas y de enebros presentes en el matorral, también crecen madroños (Arbutus unedo L.), palmeras (Phillyrea latifolia L.), viburnos siempre verdes (Viburnus tinus L.), del brezo (Erica arborea L.). Las flores blancas y las frutas rojas azucaradas ponen los madroños ("el árbol a fresas") en evidencia en el matorral. Los laureles (Laurus nobilis L.) adornan los caminos cerca de aldeas y el curso de las casas. Las plantas medicinales y aromáticas tienen un gran valor: la salvia, el romero, la mejorana, la menta, el orégano. Muchas hierbas salvajes, como el cardillo, son cocinadas y sazonadas con aceite de oliva. Por el gran valor de su madera, numerosas moreras han sido plantada; la avenida de los tilos de Blato es también muy conocido. En la época contemporánea, árboles, matorrales ornamentales y flores han sido plantados en Korcula. Se trata, entre otras especies, de palmeras, de adelfas, de bouganvilias y de cactus.

### Fauna
En la isla hay numerosos coleópteros y otros insectos, reptiles y lagartos y las aves magníficas. Entre los reptiles encontramos la culebra esculape, no venenosa, a cuatro rayas (Coluber quattorlineatus), la serpiente más grande de Europa. Es una serpiente protegida por la ley. Puede alcanzar hasta tres metros de longitud. El lagarto Ophesaurus apodus con sus patas deformadas es particularmente original. Muchos lo toman por una serpiente, aunque sea un lagarto temeroso y útil para el hombre.
Las numerosas especies de aves viven en la isla, los mirlos o los ruiseñores. Los grandes duques imponentes viven en los bosques de pinos, así como grifos, buitres y halcones. Es impensable imaginar a Korcula sin gaviota o sin el vuelo de aves migratorias en la época de las migraciones. Entre los mamíferos, además de las mangostas, las martas, las comadrejas y los conejos, y hay constancia la presencia de chacales. Es el último animal europeo de este género Canis aureus que todavía existe. Desde los años 1980, un gran número de jabalíes llegó a nado en las islas dálmatas, cuando antes no existían. Causan numerosos daños en los campos de Korcula y están considerados como animales perjudiciales. Por este motivo, no hay de período de veda para la caza de esta especie. Los animales domésticos utilizados para los trabajos son el asno y la mula. También se crían algunos carneros, para tener leche y hacer el queso. Cada granja también cría a su propio ganado porcuno. El mar que rodea a Korcula es rico en pez. En las cercanías es frecuente de encontrar a delfines. En 1994 en "Skoji", fue avistada una foca mediterránea, Monachus albiventer.

## Korčula (ciudad)
Korčula es también el nombre de la vieja ciudad fortificada en la protegida zona este de la isla, con una población de 3232 habitantes (2001), geográficamente localizada en 42°57′N 17°07′E / 42.950, 17.117, y que ejerce de capital de la isla del mismo nombre.

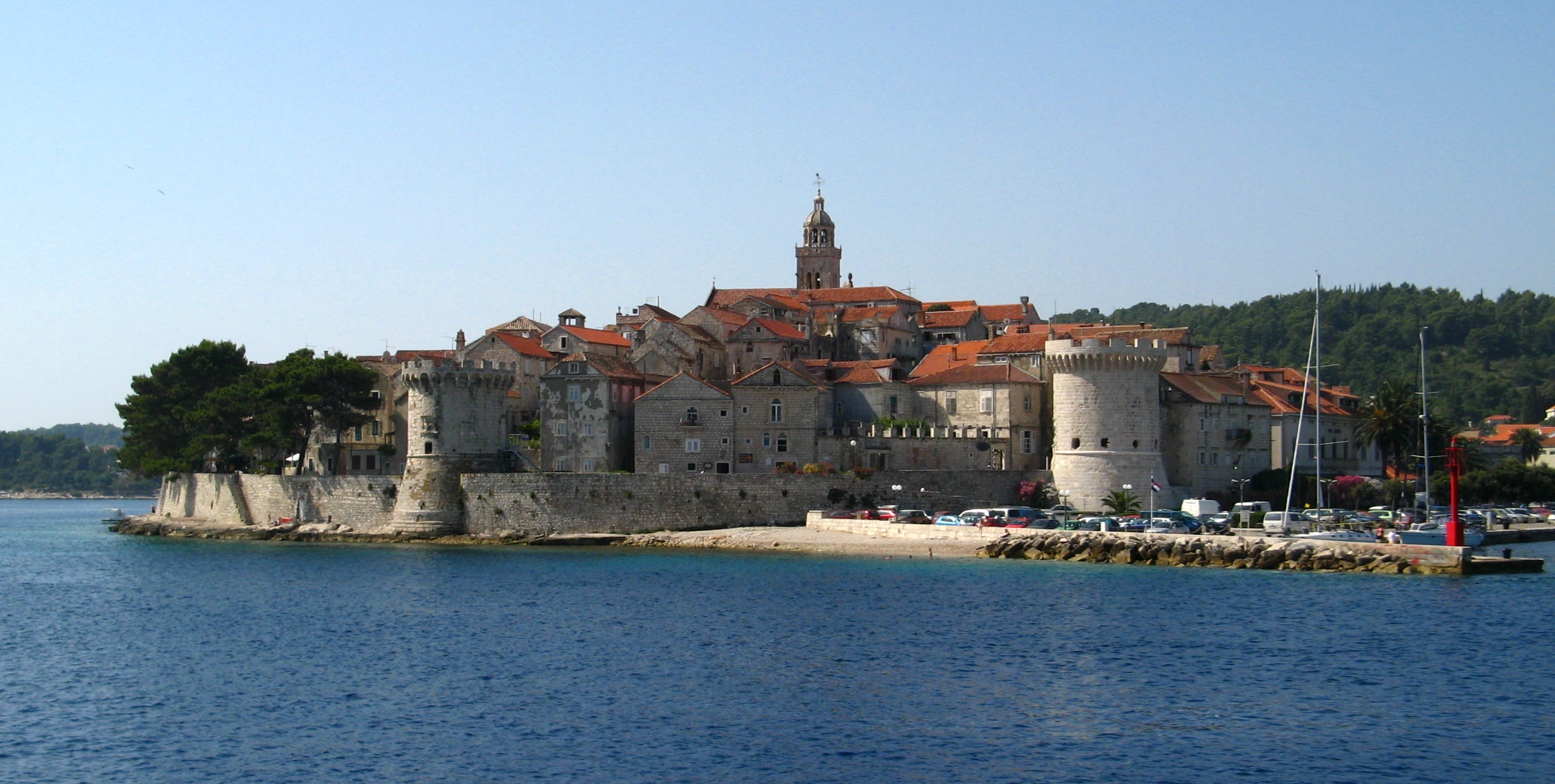
Puerto y murallas en la ciudad vieja de Korcula.

### Patrimonio
La ciudad vieja fortificada, con calles distribuidas en forma de espina de pez que permiten la libre circulación del aire pero protegen de los vientos fuertes, está firmemente construida en un promontorio que controla la estrecha zona entre la isla y tierra firme. Construir fuera de las murallas estuvo prohibido hasta el 1700, y el puente levadizo de madera solo fue sustituido en 1863.

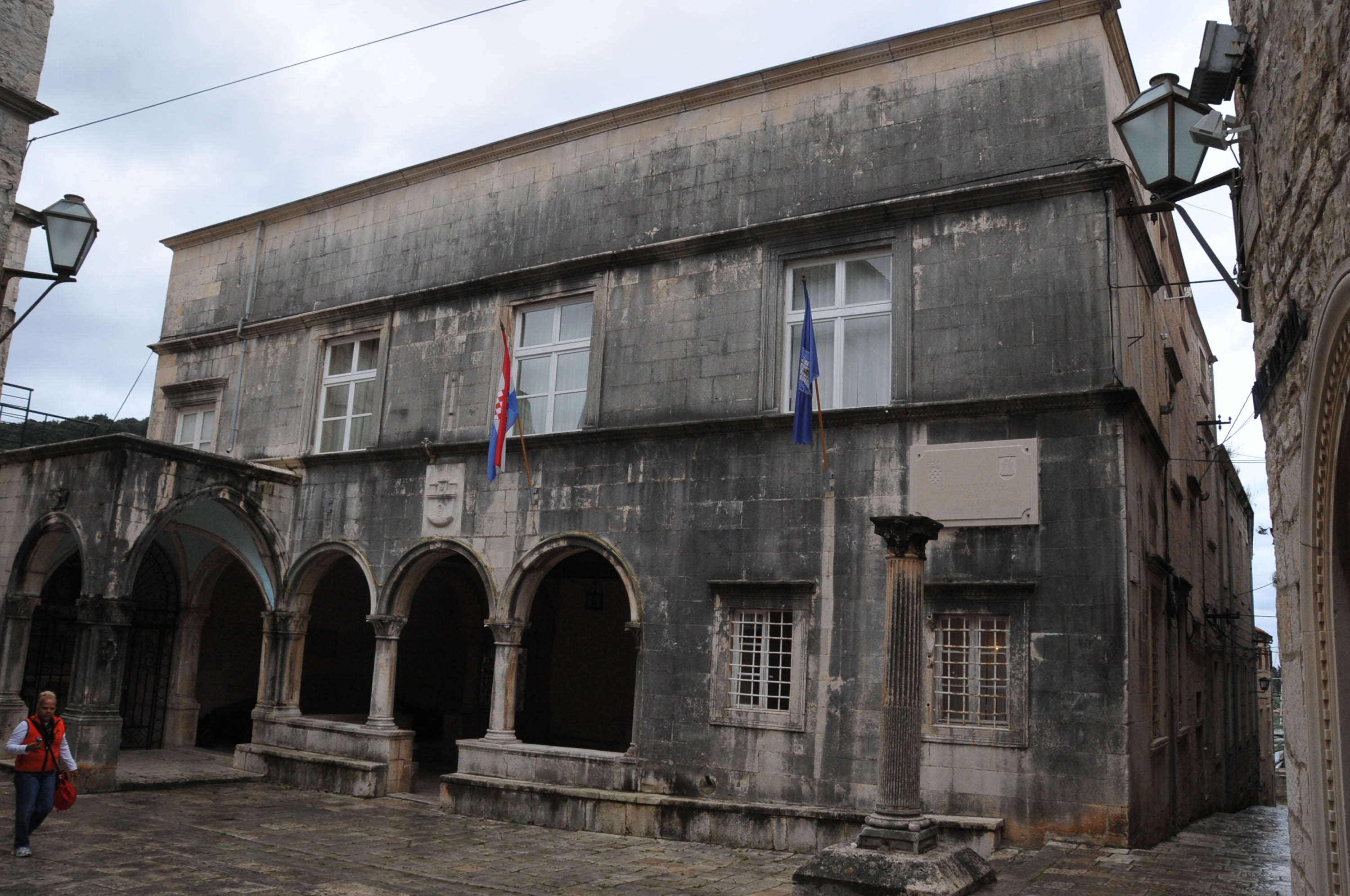
Palacio del Ayuntamiento en la ciudad vieja de Korcula.

Todas las estrechas calles de Kórchula son peatonales, con la única excepción de la calle que va a lo largo de la muralla sudeste. La ciudad incluye varios monumentos históricos notables: la catedral católica de San Marcos (construida entre 1301 y 1806), un monasterio franciscano del 1400 (con un hermoso cloister veneciano gótico), las cámaras del consejo cívico de la ciudad, el palacio de los antiguos gobernadores venecianos, los palacios de la aristocracia mercantil local (de los siglos XV y XVI), y las grandes fortificaciones de la ciudad.
Los devotos católicos de Kórchula mantienen viejas ceremonias eclesiásticas populares y un juego de guerra (moreška) que en la Edad Media se realizaba en todo el Mediterráneo.

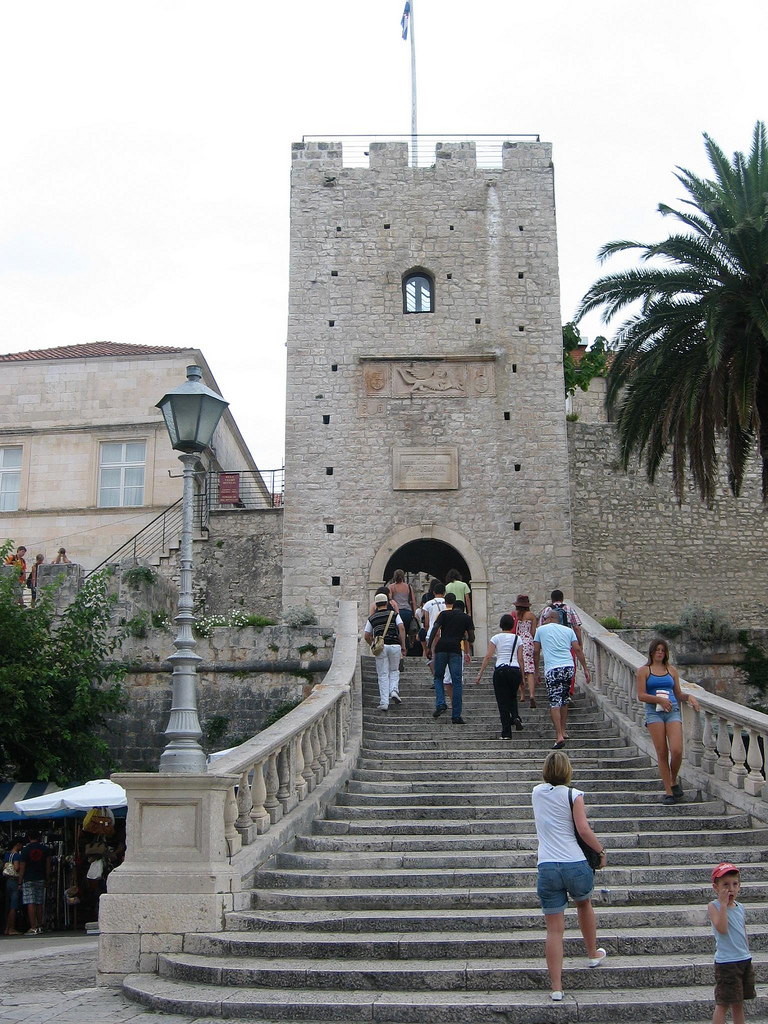
Puerta principal de las murallas en la ciudad vieja de Korcula

### Antiesclavismo
La ciudad es notable por su estatuto, que data de 1214 y en el cual se prohibía la práctica de la esclavitud, convirtiendo a Kórcula en el primer lugar del mundo en derogar dicha práctica.

### Costumbres y folklore
La isla de Korcula es muy conocida para sus combates de espadas típicas de los que la tradición ha sido preservada desde hace siglos. Entre los más célebres, encontramos el de la ciudad de Korcula, Moreska, el de Mostra de Zmovo, al de Kumpanija de Blato, Smokvica y Cara. Estas batallas folklóricas son organizadas durante la temporada turística y en el momento de las fiestas patronales.
La Moreška  - Moreska

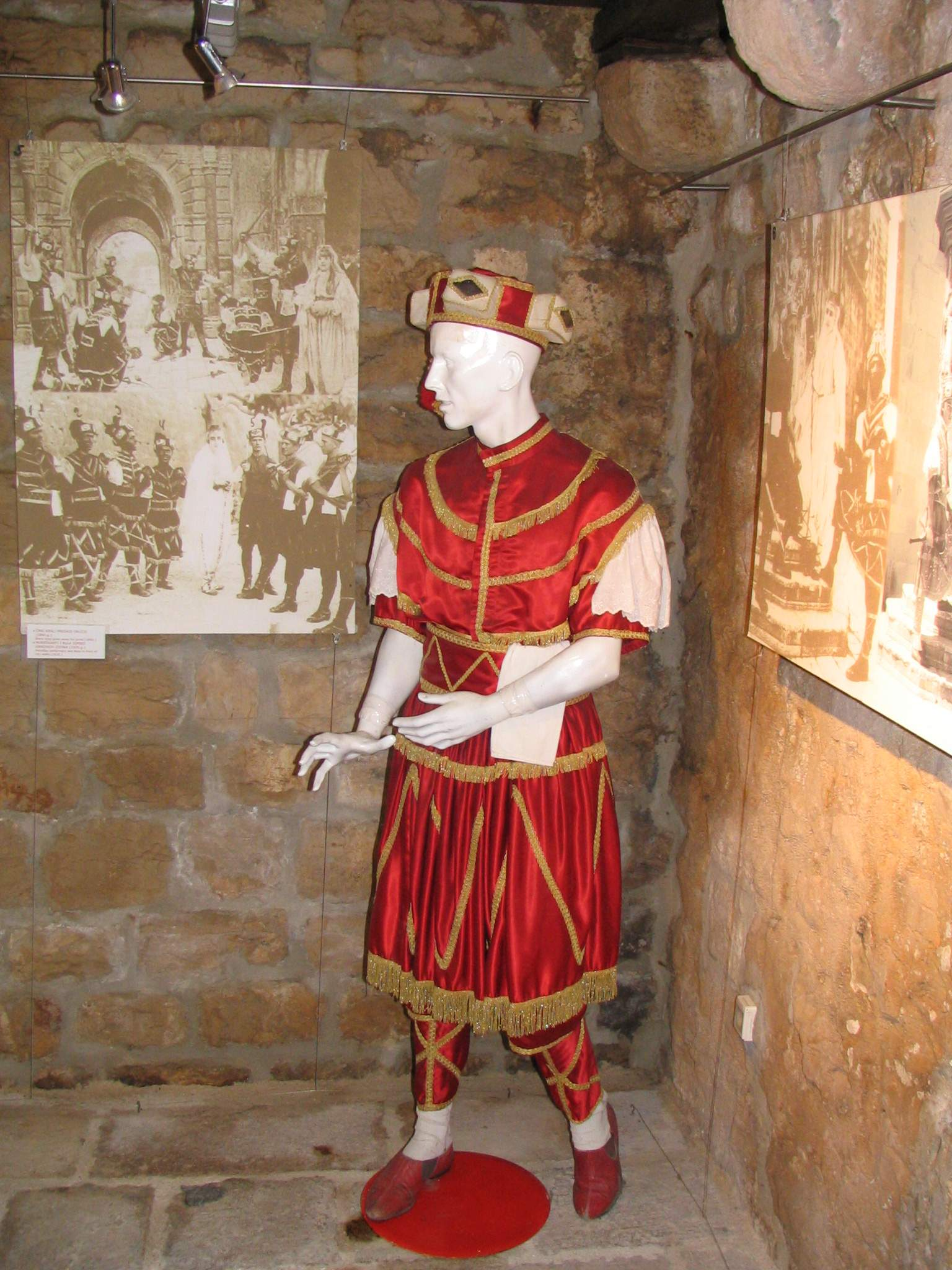
Traje de baile de la Moresca de Korcula

La Moreska (pronunciado como moréchqua ") es un combate de espadas entre los ejércitos del rey blanco y del rey negro, para liberar a la princesa que ha sido capturada por el rey negro. Después de combates vivos que se celebran en siete mangas, el rey blanco gana y libera a la princesa. El combate es acompañado por una marcha militar jugada por un conjunto de instrumentos de viento. Este combate de tradición española existe desde el siglo XV en Korcula. Moreska es mucho más que una manifestación simple y folklórica. Forma parte de la identidad de la ciudad y representa el símbolo de la lucha de Korcula por la libertad. El espectáculo de Moreska es presentado el día de Santo Teodoro (Sveti Todor) y muchas veces durante la temporada estival.
Mostra

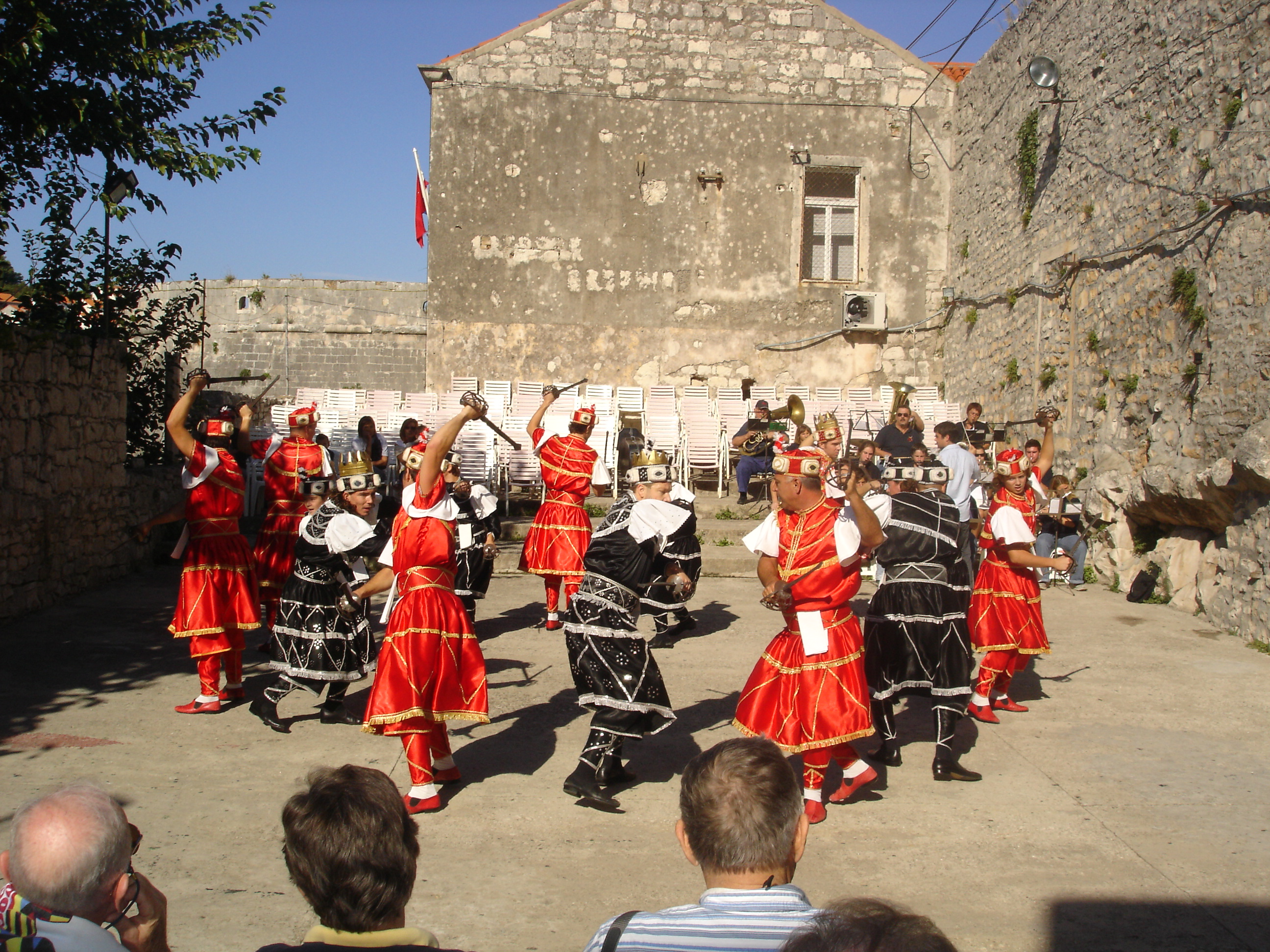
Baile de la Moresca de Korcula

La Mostra (pronunciado como mochtra "), que viene de Postrana y de Zmovo, es un combate muy antiguo de espadas entre dos ejércitos, que se celebra al sonido de la gaita. Después de diez bailes diferentes con las espadas, el espectáculo se acaba en la alegría general. Es seguido por bailes folklóricos ejecutados por los jóvenes del pueblo. Desde hace unos años, el combate de espadas no se acaba ya con la muerte de un toro, como lo quería el reglamento de 1620. Las opiniones fueron compartidas, entre las que consideraban este sacrificio como un acto bárbaro, y los que querían mantener una tradición milenaria. Las opiniones fueron compartidas, entre las que consideraban este sacrificio como un acto bárbaro, y los que querían mantener una tradición milenaria. Este sacrificio que consistía en degollar del animal con una espada pesada, estaba vinculada a la tradición mediterránea de la tauromaquia (de griego tauros + mahia> toro + combate) que se remonta a la época de la cultura minoica al II milenio a. C.
Kumpanija
La Kumpanija en Blato es un combate entre dos ejércitos, que deben mostrar su ardor para defender su tierra natal. Esta pieza evoca los tiempos remotos, la época cuando la defensa de la isla fue confiada a compañías de reservistas, llamadas  Kumpanije. Después de que el jefe del pueblo diera su permiso, el comandante de la guarnición, el Kapitan comienza el combate con el  ples od boja (baile de guerra) constadas por varias escenas bailadas. La parte más impresionante es la del portador de la bandera (Alfir), baile efectuado con una gran bandera. La Kumpanija es acompañado de los rdobles de un grueso tambor de guerra y por la gaita. Cuando la Kumpanija se acaba, los valerosos combatientes y sus amigas muestran su alegría con el baile Tanac. El sacrificio ritual del toro ya no se hace más en Blato, desde la Segunda Guerra Mundial. La Kumpanija también es un espectáculo tradicional también de Cara y Smokvica.
Otras actividades folklóricas
En Lumbarda y Smokvica se preservaron otro baile tradicional: el Trganje narance (cosecha de naranja) en el cual los bailarines acompañados por un cantante honran a las chicas más bellas y el jefe del pueblo. Otros bailes tradicionales de la isla muy pintorescos, acompañados por la gaita, el acordeón, el tambor son: el Manfrina, el Dva pasa, el Cetiri pasa, el Pritilica, el Tanac y otros.
La inmensa mayoría de los cantos folklóricos de la isla son cantos de pescadores o de marineros, y de sus amigas. Algunos son animados y alegres, otros, de tonos más nostálgicos, evocan eterna cuestión de la vuelta de los marineros. Muchos marineros piensan que los cantos más bellos folklóricos croatas son cantados, las tardes de verano, por los pescadores de Vela Luka. En la isla algunas personas todavía cantan antiguos cantares de gesta, en verso de diez pies, acompañados por el guzla. Todavía se tocan instrumentos raros como la Curominka (tipo de flauta).
En Orebic, población vecina próxima sobre la península de Peljesac, se continua bailando La Polska de los Capitanes (un antiguo baile de los capitanes con ellos desposadas), en el decurso de las fiestas locales y durante la temporada estival.
Un deporte muy popular, el buce (las bolas; tipo de petanca) siempre es comentado por intenciones ruidosas y exclamaciones y acompañado por buen vino. En todas las ciudades y los pueblos de la isla, los hombres juegan al buce, en campos improvisados similares a los de la petanca de la Provenza francesa.

## Historia
La isla tuvo una larga prehistoria. Aunque a los kórchulos les gusta decir que el fundador de la ciudad fue Antenor, que huía de Troya, los arqueólogos han encontrado túmulos de enterramiento neolíticos, un asentamiento posiblemente fenicio, y una colonia griega fundada por Cnido.
Aparte de su madera para barcos, las canteras de Kórchula proveían piedras para construcción de edificios tan lejanos como Viena (Austria) y Estocolmo (Suecia). El nombre más antiguo de la isla, Korkyra Melaina, significa en griego ‘[la isla de] Corfú negra’. Quizá por el color de sus bosques de pino negro europeo que siempre suministraba materiales para construir navíos.

### Prehistoria
- III / II milenio a. C. - Los ricos descubrimientos dentro de cuevas, principalmente en la cueva de Vela Spilja a Vela Luka, demuestran una cultura neolítica y contactos de la isla con otras regiones del mar el Mediterráneo.
- II / I milenio a. C. - las tribus ilirias pueblan la isla. El gradine, las fortalezas en altura conservadas hasta nuestros días, así como otros descubrimientos arqueológicos datan de esta época.

### Época iliria y griega
- Siglo VI a. C. - Primera colonización griega. La isla fue bautizada Corcira Melaina (Melaina significante "sombrío y negro") debía servir para diferenciar a Korcula, rico en vegetación, de Corfú (que se llamaba también Corcira).
- Siglo IV a. C. - La segunda colonización griega. Psephis de Lumbarda, una piedra grabada, es el monumento más antiguo de Croacia, y ha sido conservado hasta nuestros días. Esta estela demuestra la declaración de la asamblea legislativa: sobre la fundación y la construcción de la ciudad, sobre la división de las tierras entre los colonos, sobre la voluntad de una vida común en paz con los Ilirios residentes en la isla.

### Imperio romano
- Año 229 a. C. - Korcula - Corcira Negra o Korcula la Negra, pasó por primera vez bajo el dominio de Roma. Las tribus ilirias amenazaron la paz, con una sucesión de campañas de guerra contra Roma, que administró estos ataques con más o menos éxito.
- Años 35 y 34 a. C. - El jefe militar romano Octavio —el futuro emperador Augusto— asalta y ocupa el Korcula iliria y deja matar o reducir a la esclavitud la totalidad de la población de la isla. La destrucción del Estado ilirio se efectuó bajo el reinado de este emperador. El litoral Adriático se hace, en aquella época, un territorio relacionado con la provincia romana de Illyricum.

### Crisis final del imperio romano e invasiones eslavas
- Año 480 d. C. - A la caída del Imperio romano de Occidente (año 476), Korcula se encuentra, bajo la regencia del rey ostrogodo Teodorico. De esta época es la antigua iglesia sobre el islote de Majsan que es el testimonio más antiguo del cristianismo en Korcula
- Año 535 - Korcula pasa a ser parte constituyente de la provincia de Dalmacia, bajo la regencia bizantina, durante el reinado del emperador Justiniano.
- La isla fue parte de la provincia romana bizantina de Dalmacia hasta la época de las Grandes migraciones. Se cree que la invasión de los ávaros, a principios del 600, trajo a los eslavos a esta región. Cuando los bárbaros se establecieron en la costa, la población itálica se mudó a las islas. A lo largo de la costa dálmata los inmigrantes eslavos fueron llegando desde el interior, y se establecieron en la zona donde el río Narenta (Neretva) desemboca en el mar Adriático, y también en la isla de Korčula (Curzola), que protegía la boca y delta del río.
- La cristianización de los eslavos comenzó en el siglo IX, pero los eslavos de las islas pueden haber aceptado el cristianismo mucho después. Por eso al principio de la Edad Media los isleños se describían dentro del mismo grupo que los neretvianos, del principado costero de Pagania (la tierra de los paganos). Sin embargo, son bastante criticadas las pocas fuentes que documentan los detalles de esos cambios demográficos. En todo caso, parece que la piratería en el mar surgió a medida que los isleños del delta del río Neretva rápidamente adquirieron destreza náutica.
- Siglo VIII - La tribu Neretljani coloniza a Korcula que toma el nombre de Krkar.
- Año 925 - Entronización de Tomislav, el primer rey croata.
- Año 945 - El emperador bizantino Porfirogéneto redacta un documento de la ciudad croata de Krkar durante su estancia en la isla.

### Venecia
- Al principio los mercaderes venecianos estaban dispuestos a pagar tributo a la mafia de los piratas narentinos (neretvianos) de la costa dálmata (que fueron anteriores a los piratas Uskok, que se basarían más al norte, en Senj).

La isla, junto con el resto de Dalmacia, se unió al estado croata medieval, bajo la corona del rey Tomislav, durante su reinado desde 925 a 928.
- Año 948 - Los venecianos les pagan un tributo a los reyes croatas para poder navegar a lo largo de la Costa Adriático
- Entre 927 y 960, la isla pasó al príncipe Čhaslav de Klonimir. Después de eso, la isla estuvo brevemente bajo soberanía nominal bizantino como parte del “thema de Serbia”.
- En el 998 el principado de Pagania cayó bajo el control de la República de Venecia, pero pronto volvió a Gran Principado de Zahumlje.
- Año 1000 - El dux Pietro II Orseolo de Venecia ocupa Korcula. Así comienza la era de la regencia veneciana, hasta 1420, con alternación de períodos de regencias croatas y hongro-croatas, zahumlje y bosnio. En el 1100, Kórchula fue conquistada por el noble veneciano Pepone Zorzi, e incorporada otra vez a la República de Venecia. Sin embargo los pobladores de Kórchula empezaron a actuar en diversos grados de independencia, especialmente en lo que respecta a los asuntos internos.
- Miroslav y Stracimir Nemanja, los dos hermanos de Stefan lanzaron un ataque a la isla el 10 de agosto de 1184, recorriendo su fértil zona occidental. Los habitantes de la isla pidieron ayuda a los republicanos de Ragusa (actual Dubrovnik), quienes capturaron todas las galeras de Stracimir.
- El “estatuto de Korčula” fue escrito en 1214. Este documento legal es el segundo ejemplo de legislación de los eslavos, solo superado en antigüedad por el Ruskaya Pravda del siglo XI o siglo XII. Garantizaba la autonomía de la isla, aparte de los líderes políticos externos: el Gran Principado de Rascia, el semiindependiente (Gran) Principado de Zahumlje y las repúblicas de Ragusa y Venecia. Para organizar la defensa se crearon capitanías en cada una de las cinco poblaciones de la isla. En esta época Kórchula todavía no llegaba a los 2500 habitantes.
- En 1221, el papa Honorio III le regaló la isla a los príncipes Šubićs, de Krka.
- Un año después, en 1222, el rey serbio Stefan Prvovenchani de Nemanja, les regaló la isla, con sus monasterios y tierras (refiriéndose a ella como Krkar) a sus seguidores de la orden monástica benedictina en Mljet.
- El dux de Venecia Pietro II Orseolo asumió el título Dux Dalmatinorum (‘duque de los dálmatas’). Durante el 1200 la línea hereditaria de los condes de Kórchula fueron gobernados con mano suave desde Hungría y desde la República de Génova alternativamente, y también disfrutaron de un breve preiodo de independencia. Pero en 1255, Marsilio Zorzi conquistó la ciudad de la isla y dañó algunas iglesias en el proceso, forzando a los condes a volver a ponerse bajo la protección de la República de Venecia.
- 1254 - El gran viajero y el explorador veneciano, Marco Polo, habría nacido en Korcula.
- El 7 de septiembre de 1298 sucedió una importante batalla naval entre las flotas de Génova y de Venecia cerca de la ciudad de Korcula. La flota veneciana es vencida. Marco Polo se encuentra entre los presos. Será liberado, en 1299, contra el pago de un rescate fuerte.
- Año 1301 - Creación del obispado de Korcula
- Año 1301 - Creación de la Hermandad del Día de Todos los Santos
- De 1420-1797 - son los años de la más larga de los períodos de la regencia veneciana
- 1483 - Korcula es asaltado por la flota napolitana de rey Fernando I de Aragón y de Sicilia. Korcula se defiende con ardor y sale victorioso.
- Año 1529 - La gran epidemia de peste causa estragos entre toda la población de la ciudad y de la isla.
- El 15 de agosto de 1571 - En vísperas de la batalla de Lepanto, una flota otomana imponente bajo el mando del virrey de Argelia, Euldsch-Ali (Ulus-Ali) asalta a Korcula. El mandatario veneciano y sus tropas de mercenarios abandonan la isla, pero los Korculanos, preparados por el sacerdote Antun Rozanovic, deciden defender su ciudad. Esta defensa fue coronada de éxito y el ataque fue rechazado. Esta gran victoria está considerada como una de los capítulos más importantes e históricos de la ciudad y de la isla.
- Año 1637 - Nacimiento del poeta más célebre y el comediante del período barroco de Korcula, Petar Kanavelic (fallecido en 1719)

### Bajo los imperios francés, británico y austriaco
- Año 1797 - Napoléon conquista Venecia y la isla pasa a formar parte del imperio austriaco entre los años 1797-1805
- Años 1805-1813 - Francia toma el poder y la isla pasa a formar parte del imperio napoleónico: construcción de caminos y de fortalezas. En los años 1805-1806, Korcula es atacado por la flota rusa.
- Korcula depende de la marina británica hasta el Congreso de Viena en el período del 1813-1815. Del 1815 al 1918, la ciudad (con el nombre bilingüe de Curzola - Korzula) forma parte de la monarquía austríaca (imperio de Austria). En el año 1828, la diócesis de Korcula es suprimida en respuesta a la abolición del arzobispado de Dubrovnik.

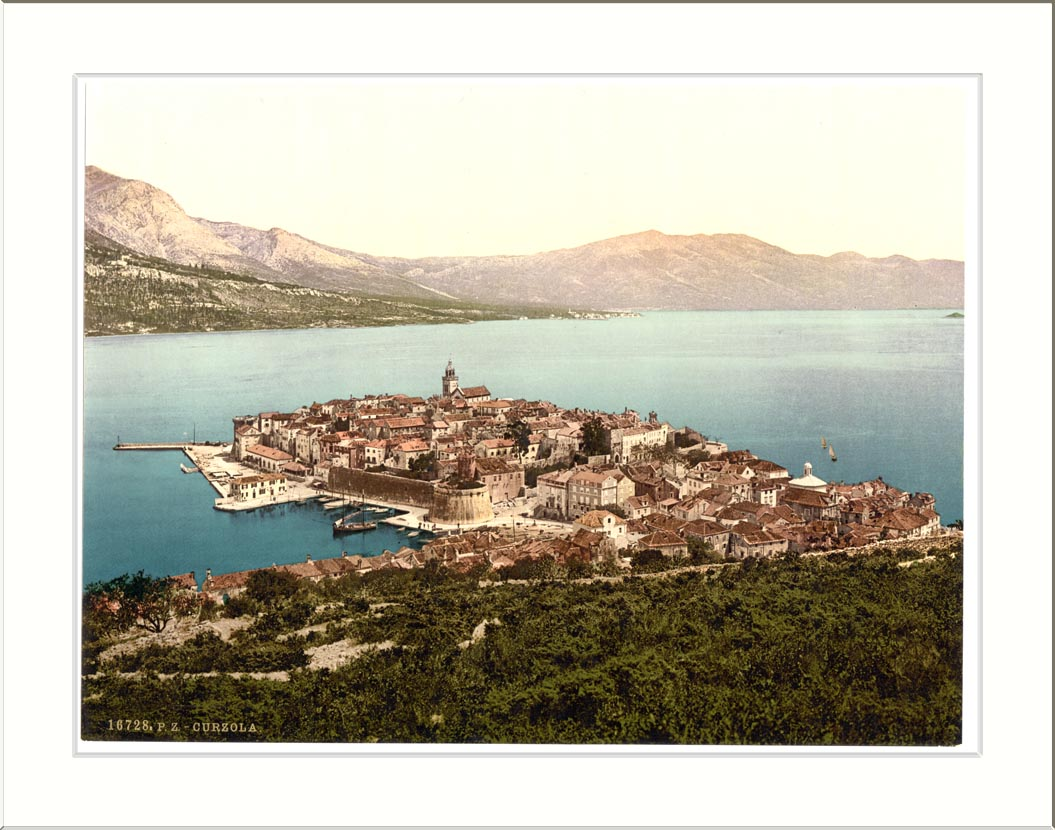
vista de Korcula.. Imperio Austriaco

- Durante el siglo XIX, discurre la época del "Renacimiento del nacionalismo en Dalmacia". La vida política en Dalmacia, así como en Korcula es caracterizada por un deseo muy fuerte de unificación de Dalmacia con Croacia. En oposición de esta idea de una nación croata, se encuentran los autonomistas que militan los intereses del Estado italiano en Dalmacia.
- El 20 de junio de 1866 - Una gran batalla, cerca de la isla de Tornillo, entre la flota austríaca, bajo el mando del Almirante Tegetthoff, y la flota italiana, pedida por el Almirante Persano, se acaba por la derrota de esta última. Es el fin de toda ambición política de Italia con respecto a las regiones de Adriático es. Muchos marineros de Korcula participaron en esta batalla
- 1871 - Después de las elecciones locales, el municipio de Korcula pasa bajo tutela croata. Los años que siguen ven la creación de asociaciones culturales croatas. La enseñanza del croata progresa, etc. En este siglo Korcula pierde gran parte de su influencia estratégica con la decadencia de Venecia y la decadencia de los oficios tradicionales. La emigración de numerosos constructores de buque y canteros comienza. La Primera Guerra Mundial (1914-1918) significa el fin de la dominación austriaca.

### Época yugoslava
En el Tratado de Londres de 1915 (durante la Primera Guerra Mundial), el Reino Unido y Francia le prometieron la isla (entre otros territorios ganados al imperio austro-húngaro) a Italia, por haber luchado de su lado. Sin embargo, después de la guerra (en 1918), Kórchula pasó a formar parte (con el resto de Dalmacia) del Reino de los Serbios Croatas y Eslovenos. Así del 29 de octubre - 15 de noviembre de 1918, después de la caída del Imperio austro-húngaro, Korcula se encuentra vinculada con nuevo Estado creado por los pueblos eslavos del Sur: el "SHS" (Estado de los Eslovenos, croatas y serbios), nacido del antiguo Reino de Austria. A causa de la amenaza italiana y húngara y a causa de la política interior débil, el Estado "SHS" se une con Reino de Serbia, creando así Yugoslavia (el país de los eslavos del sur). La dinastía serbia Karadordevic asegura la gestión. Del 5 de noviembre de 1918 - 19 de abril de 1921 - Primera ocupación italiana. Resistencia de los habitantes de la isla contra esta ocupación
Años 1921/1941 - (Primera Yugoslavia). Coincide con el principio de la ola más grande de emigración de la isla, en consecuencia de una epidemia de phylloxera (piojo sobre las cepas de vid) y de la crisis económica y social. La población de ciertos pueblos es reducida por la mitad. Paralelamente la subida del descontento del pueblo, la resistencia política se aumenta hacia la Realeza serbia y el clima de terror que difunde. En 1939, pasó a formar parte de la autónoma provincia de Croacia.
El 6 de abril de 1941 - 13 de septiembre de 1944 - Para Korcula, la Segunda Guerra Mundial comienza con la invasión de Yugoslavia por parte de las tropas italianas y alemanas. El ejército italiano ocupa a Korcula, que se vuelve anexionada al Estado italiano. En la isla, una pequeña unidad de partisanos organiza la resistencia contra esta ocupación italiana. Durante este tiempo la mayoría de los combatientes, que reunieron las brigadas de Tito, se encuentra en las montañas, sobre el continente. Muchos refugiados que venía del continente llegaron a Korcula. Entre ellos, 700 judíos se quedarán en la isla, hasta que los Aliados ocupen el sur de Italia, donde irán luego. Después de la caída del régimen fascista en Italia (13 de septiembre de 1943), Korcula es libre hasta el 22 de diciembre de 1943. Después de combates encarnizados, la isla es invadida por las tropas alemanas. Es en abril de 1944 cuando de nuevo empieza la lucha por la liberación de la isla. Esta lucha se acabará solo con la retirada de los alemanes, en septiembre de 1944. Korcula padeció cruelmente por esta guerra: 651 combatientes murieron. Contamos también a 336 víctimas civiles, sin hablar de daños causados a las instalaciones, las construcciones, los materiales,….
Con la liberación de Yugoslavia en 1945, se formó la República Socialista Federal de Yugoslavia, y Kórchula formó parte de la República Popular de Croacia, una de las seis repúblicas socialistas yugoslavas.
De 1945 a 1965 - Creación de la segunda Yugoslavia (época de la República Socialista). Las reformas de estructura de la postguerra y la construcción naval no dan bastante trabajo a ellos todos. La falta de empleo, las aspiraciones y las esperanzas decepcionadas son la causa de una persistencia de la emigración, principalmente hacia Australia y Nueva Zelanda. Entre los años 1965 a 1990, gracias al desarrollo del turismo con la construcción de hoteles modernos y confortables, y el desarrollo oportuno de otros sectores económicos, frenan la emigración y la población empieza de nuevo a crecer. Korcula goza del progreso y la prosperidad.

### Época actual: la república de Croacia
1990 - Las contradicciones vividas en Yugoslavia - Un partido único, una economía de tipo socialista, el papel preponderante de los políticos serbios en el seno del Gobierno Federal - motivan la necesidad de un cambio capital en la vida de Croacia y pues para Korcula. En abril de 1990, en el momento de las primeras elecciones multipartidistas, en Croacia y Dalmacias son mayoritarios son los que optan por una democracia parlamentaria, por una economía de mercado y por una oposición al predominio serbio. El 19 de mayo de 1991 - El 93 % de los ciudadanos croatas votan, en referéndum nacional, por la soberanía de la República croata. La guerra contra Croacia comienza el mismo año, en otoño de 1991. Preparándose para su defensa, Korcula se convierte en refugio de unas 10 000 personas que vienen regiones próximas. En noviembre de 1991, un ataque contra la flota del JNA (Ejército Nacional Yugoslavo que estaba bajo control serbio), llevada con éxito desde la isla, aniquila el bloqueo de las vías marítimas del archipiélago dálmata. Los soldados de Korcula, ayudados por otros combatientes croatas, paran el avance de los serbios y montenegrinos del JNA cerca de la ciudad de Ston, en la frontera amurallada  (sobre la península de Peljesac), y en el sur de Croacia. Durante la guerra de independencia de Croacia, entre los años 1991 y 1995, los habitantes de Korcula así como las personas que encontraron allí refugio, no fueron olvidados. La ayuda en forma de medicinas, en forma de productos alimenticios, en forma de trajes y en forma de equipos técnicos de toda clase, llegó a Korcula por medios diversos. Gracias a estos dones, el hospital militar quirúrgico de Korcula pudo abrir sus puertas y salvar la vida de numerosos heridos y enfermos.
Ahora y desde 1991, la isla forma parte de la independiente República de Croacia.

### Marco Polo korchulano

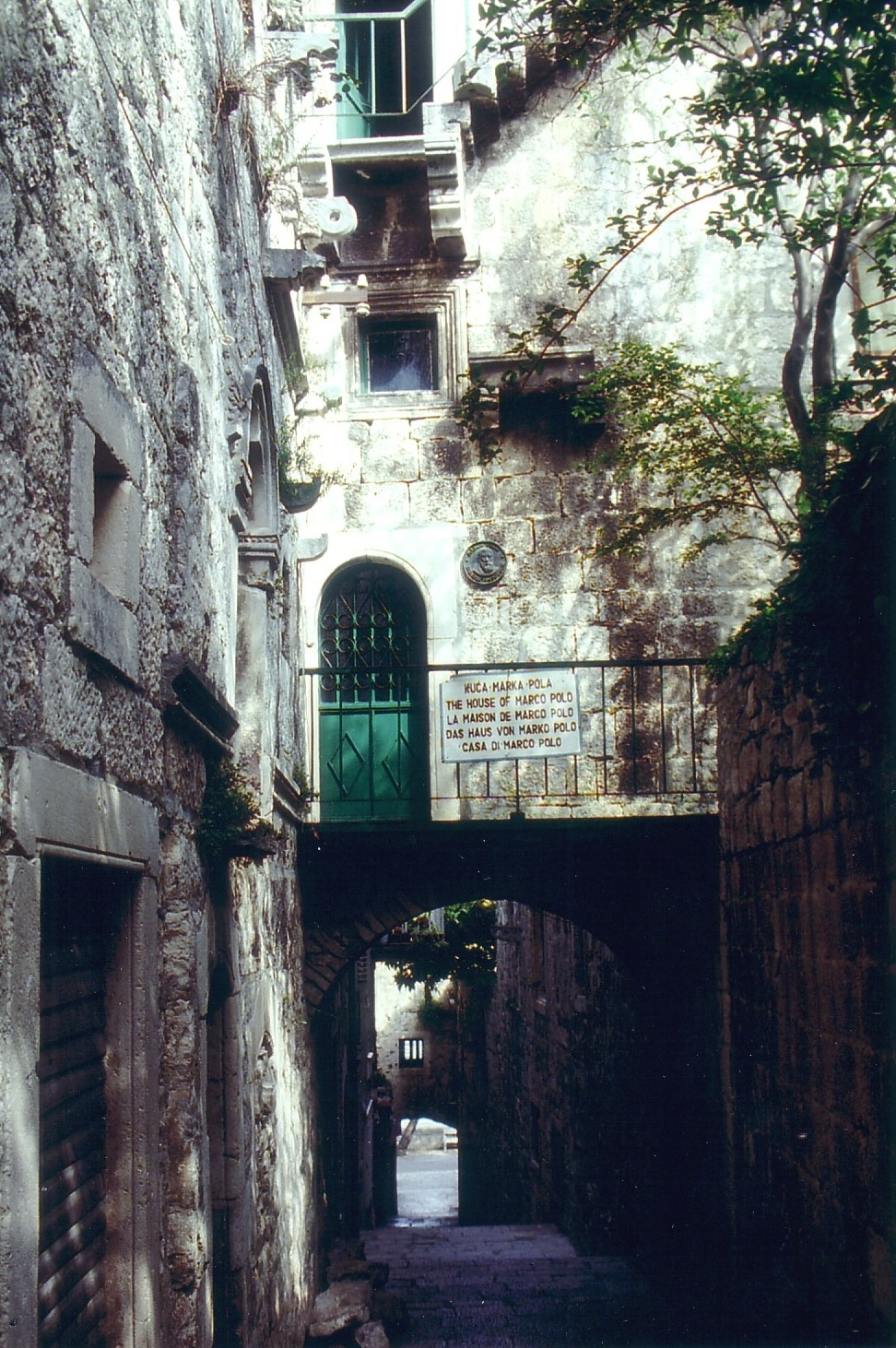
Casa en la que los lugareños aseguran, sin ninguna prueba, que nació Marco Polo. En realidad fue construida dos siglos después de su muerte.

De acuerdo a una tradición local, Marco Polo nació en Kórchula en 1254 en una familia veneciana establecida de mercaderes, aunque no hay pruebas de esa historia. Se sabe sin embargo que la República de Génova derrotó a Venecia en una bien documentada “batalla de Curzola” (el nombre italiano de la isla Korčula), que sucedió en las costas de la isla en 1298. Y posiblemente Marco Polo fue hecho prisionero por los genoveses y pasó un tiempo en una prisión en Génova, escribiendo sus viajes. Sin embargo algunos historiadores creen que él fue capturado en una escaramuza cerca de Laiazzo.